# إبراهيم كمال
الشيخ إبراهيم كمال (1931 - 2019م)، أحد المؤسسين للحركة الإسلامية بالمغرب والمرشد الروحي للأمانة العامة لحزب النهضة والفضيلة.

## مسيرته
من مواليد مدينة الدار البيضاء، مارس مهنة التدريس. بعد عودته من إسبانيا في إطار رحلة قام بها مع عبد الكريم مطيع  وألقي عليه القبض.
ومن خلال التحقيق معه تبين للشرطة القضائية أنه بمعية عبد الكريم مطيع قررا استعمال جمعية الشبيبة الإسلامية لمواجهة شخصيات سياسية يتهمانها بالتزويج لمشاعر غير إسلامية وتغذيتها.

### قضية عمر بنجلون
أدى حادث اغتيال عمر بنجلون في 18 دجنبر 1975 إلى اعتقال إبراهيم كمال يوم 7 يناير 1976 وكان نائبا لرئيس تنظيم الشبيبة الإسلامية عبد الكريم مطيع الذي تمكن من مغادرة البلاد.
وبعد ذلك بخمس سنوات أدانت غرفة الجنايات بمحكمة الاستئناف بالدار البيضاء عبد الكريم مطيع وحكمت عليه غيابيا بالسجن المؤبد وبرأت نائبه إبراهيم كمال بتاريخ 18 سبتمبر 1980.

## وفاته
توفي صباح الإثنين 12 أغسطس 2019، عن عمر يناهز 86 عاما، وذلك بعد معاناة مع المرض.

## من مؤلفاته
- له مذكرات في خمسة أو ستة أجزاء قيد الطبع وأنها سترى النور قريبا،(هذا ماصرح به ابن الشيخ عام 2019 [6])